# 寒川旭
寒川 旭（さんがわ あきら、1947年4月1日 - ）は、日本の地震考古学者。

## 略歴
香川県高松市生まれ。1973年東北大学理学部地質学科卒、1979年同大学院博士課程修了、「西南日本中央部の第四紀における地殻運動と地形発達」で理学博士。通産省工業技術院地質調査所、独立行政法人産業技術総合研究所研究員を経て、客員研究員。地震考古学を提唱。遺跡に刻まれた地震痕跡を用いて地震の歴史を研究してきた。

## 著書
- 『地震考古学 遺跡が語る地震の歴史』1992 中公新書
- 『揺れる大地 日本列島の地震史』同朋舎出版 1997
- 『地震 なまずの活動史』大巧社 (日本を知る) 2001
- 『地震の日本史 大地は何を語るのか』2007 (中公新書)
- 『秀吉を襲った大地震 地震考古学で戦国史を読む』2010 平凡社新書
- 『地震の日本史 大地は何を語るのか』（増補版）中央公論新社〈中公新書 1922〉、2011年5月25日。ISBN 978-4-12-191922-9。
- 『日本人はどんな大地震を経験してきたのか 地震考古学入門』2011 (平凡社新書)
- 『歴史から探る21世紀の巨大地震 揺さぶられる日本列島』2013 朝日新書

## 論文
- <寒川旭